# 健和会病院 (長野県)
健和会病院（けんわかいびょういん）は、社会医療法人健和会が長野県飯田市鼎中平に設置する病院。

## 概要
救急告示病院であり、一般病棟83床、地域包括ケア病棟37床、療養病棟33床、回復期リハビリテーション病棟46床を備える。また、透析用病床80床を備える。公益財団法人日本医療機能評価機構認定病院(病院評価結果は3rdG:Ver.1.1(3回目,2015年12月4日認定,2020年9月25日認定有効期限))。全日本民主医療機関連合会(民医連)に加盟している。

## 診療科
(この節の出典)
- 内科
- 外科
- 小児科
- 泌尿器科
- 消化器内科（胃腸内科）
- 循環器内科
- 脳神経内科
- 腎臓内科
- 精神科
- 心療内科
- 脳神経外科
- 形成外科
- 呼吸器外科
- 乳腺外科
- 消化器外科（胃腸外科）
- リハビリテーション科
- 肛門外科
- 病理診断科
- 麻酔科
- 眼科
- 放射線科
- 糖尿病内科

## 医療機関の認定
(この節の出典)
- 保険医療機関
- 労災保険指定医療機関
- 指定自立支援医療機関（更生医療）
- 指定自立支援医療機関（精神通院医療）
- 身体障害者福祉法指定医の配置されている医療機関
- 生活保護法指定医療機関(中国残留邦人等の円滑な帰国の促進並びに永住帰国した中国残留邦人等及び特定配偶者の自立の支援に関する法律(平成6年法律第30号)に基づく指定医療機関を含む。)
- 結核指定医療機関
- 難病の患者に対する医療等に関する法律(平成26年法律第50号)に基づく指定医療機関
- 戦傷病者特別援護法指定医療機関
- 原子爆弾被害者医療指定医療機関
- 原子爆弾被害者一般疾病医療取扱医療機関
- 公害医療機関
- 臨床研修病院
- 在宅療養支援病院
- DPC対象病院
- 無料低額診療事業実施医療機関

## 差額ベッド代について
病院の理念により、差額ベッド料（個室料）を徴収していない。

## 交通アクセス
- JR飯田線「鼎駅」より徒歩２分
- 信南交通バス：市内循環線左回り（一色回り）「鼎公民館前」停留所より徒歩1分

## 周辺
- 飯田医師会
- 社団法人飯田下伊那薬剤師会
- 琴平神社